# Bitwa pod Alamedą
Bitwa pod Alamedą lub bitwa pod Al-Musara - bitwa stoczona pomiędzy Abd al-Rahmanem I zwanym „al-Dājil” (الداخل, „ten, który wchodzi” lub „imigrant”) i umajjadzkim gubernatorem Al-Andalus, Yúsufem ibn Abd ar-Rahmanem al-Fihrim w 756 r. Bitwa była jednym z ostatnich etapów ustanowienia przez al-Dājila hiszpańskiego emiratu Umajjadów, niezależnego od kalifatu Damaszku.

## Geneza
Po buncie Berberów w 739/740–743 frakcje arabskie zamieszkujące Al-Andalus zawarły porozumienie, według którego gubernator miał być zmieniany co pewną ilość czasu. Jednakże po przejęciu władzy i zakończeniu swojej kadencji, Yúsuf ibn Abd ar-Rahman al-Fihri, członek rodziny Fihri, odmówił oddania władzy i rządził bez większych przeszkód aż do oficjalnego upadku kalifatu Umajjadów w 750 roku. Niektóre źródła podają, że Yúsuf rządził jako król (malik), a nie gubernator (wali). W 755 roku Yúsuf zmagał się z buntem w Saragossie oraz nieudaną kampanią przeciwko Baskom z Pampeluny, kiedy na scenie pojawił się Abd al-Rahman I, wnuk umajjadzkiego kalifa Hiszama ibn Abd al-Malika.
Abd al-Rahman I miał 20 lat kiedy jego rodzina, rządzący kalifatem Umajjadów, w tym Al-Andalus, została obalona przez dynastię Abbasydów. Młody książę zdołał uciec z Damaszku z kilkoma innymi członkami swojej rodziny, a schronienia udzielił im nieprzychylny Abbasydom Abd al-Rahman ibn Habib al-Fihri, kolejny członek rodziny Fihri rządzący Ifrikijją. Jednakże po jakimś czasie gubernator zwrócił się przeciwko nim i Abd al-Rahman był zmuszony uciekać po raz drugi, tym razem w kierunku Ceuty, gdzie dotarł w 755 roku. Udało mu się nawiązać porozumienie z syryjskimi żołnierzami (jund) oraz Jemeńczykami, południowoarabskimi potomkowie Qahtana, którzy stanowili armię i administrację Umajjadów w VII i VIII wieku. Napotkał za to opór lokalnego plemienia Berberów, które postanowiło schwytać go i uwięzić, żądając zapłaty za opuszczenie portu. W końcu umajjadzki książę zdołał wyruszyć do Hiszpanii, mając nadzieję, że uda mu się przejąć władzę wykorzystując napiętą sytuację pomiędzy walczącymi o dominację Kalbidami i Jemeńczykami. Abd al-Rahman opuścił Maroko, lądując prawdopodobnie w Almuñécar w 755.
W kraju panował chaos spowodowany słabymi rządami Yúsufa oraz ciągłymi napięciami pomiędzy Arabami i Berberami. W czasie, gdy armia Abd al-Rahmana I rosła o nowych żołnierzy, Yúsuf poniósł ciężkie straty na północy, gdzie walczył z rebeliantami oblegającymi Saragossę.
W 756 roku Abd al-Rahman I i jego wojska wkroczyły do Isbiliyi (dzisiejsza Sevilla). Następnie książę ruszył w stronę Qurtuby (dzisiejsza Kordoba), której bronił Abd al- Rahman Abul Zaid, syn Yúsufa. Wojsko oblegające Kordobę liczyło dziesięć tysięcy ludzi, a jego dowódcami byli między innymi Ibrahim ibn Xachra al-Audi, wódz kawalerii Berberów, Habib ibn Abd al-Malik z Qurax, szef kawalerii Umajjadów.

## Bitwa
W marcu 756 roku Abd al-Rahman wkroczył do Sewilli dominującej nad prowincjami Elviry, Sidony i Málagi. Jego wojsko, złożone z Syryjczyków, Jemeńczyków i Berberów, maszerowało przez dolinę Gwadalkiwir, podczas gdy Yúsef wyruszył z Kordoby w kierunku Sewilli, jednakże widząc postęp wroga wrócił do stolicy. Obie armie spotkały się na przeciwległych brzegach rzeki, której wody były na tyle głębokie, że uniemożliwiały jej przekroczenie. Obie siły maszerowały równolegle do miejscowości Al-Musara, znajdującej się na obrzeżach Kordoby.
Po zakończeniu okresu długiej suszy brakowało żywności i armia Abd al-Rahmana nie miała co jeść. Próbując zdemoralizować wojska Abd al-Rahmana, al-Fihri zadbał o to, aby jego żołnierze nie tylko byli dobrze odżywiani, ale także aby zjadali ogromne ilości pożywienia na oczach armii Umajjadów. Wkrótce wrogie strony rozpoczęły negocjacje i Yúsuf postanowił oddać Abd al-Rahmanowi I ziemie oraz rękę jednej ze swoich córek. 13 maja Abd al-Rahman, świadomy zmęczenia swoich żołnierzy i dobrej kondycji przeciwników, zaproponował swoim ludziom alternatywę: zaakceptować pokój albo walczyć dalej. Jego żołnierze zdecydowali się na tę drugą opcję. Widząc, że rzeka obniżyła swój bieg, Abd al-Rahman udał, że przyjmuje propozycję Yúsufa, który wysłał mu zwierzęta, aby książę mógł nakarmić swoich ludzi.  Jednakże o zmierzchu armia Umajjadów, licząca dwa tysiące jeźdźców i trzy tysiące piechoty, niezauważenie przekroczyła rzekę. O świcie obie siły przygotowywały się do bitwy pod Al-Musara. Podczas decydującego starcia Abd al-Rahman rozkazał swoim oddziałom piechoty ustawić się w środku, mimo braku kawalerii na flankach. Uzbrojony tylko w łuk i otoczony przez swoich najbardziej lojalnych ludzi, przyszły emir był jednym z niewielu, którzy dosiadali dobrego konia bojowego. Nie posiadał prawdziwej flagi, więc stworzył swoją własną z zielonego turbanu i włóczni (turban i włócznia stały się flagą hiszpańskich Umajjadów). Yúsuf rozkazał swoim ludziom przygotować się w ten sam sposób. Arabska kawaleria Umajjadów, złożona z niewolników i Berberów, zaatakowała środek i prawą stronę armii Yúsufa. W bitwie doszło do pojedynku między Jálidem Sudi, sługą Yúsufa i wodzem jego kawalerii, a Habidem ibn Adb al-Málikiem, dowódcą kawalerii Umajjadów. Podczas bitwy Jemeńczycy obawiali się ucieczki Abd al-Rahmana w przypadku klęski, ponieważ dosiadał on konia. Abd al-Rahman, usłyszawszy te plotki, przywołał do siebie Abu Sabbah Yahya al-Yahsubiego, wodza Jemeńczyków i poprosił go o oddanie mu swojego muła, co uspokoiło Jemeńczyków. W końcu umajjadzcy jeźdźcy i Syryjczycy zaatakowali środkową część wrogiego wojska, zabijając trzech dowódców piechoty; dwaj z nich byli synami Yúsufa, którzy w obliczu klęski zbiegli z pola walki, pozostawiając lewe skrzydło nieosłonięte, chociaż ich żołnierze dzielnie stawiali opór aż do końca dnia.
Po bitwie pod Alamedą 14 i 15 maja 756 roku Umajjadowie odnieśli całkowite zwycięstwo, a niektórzy szejkowie, którzy popierali Yúsufa, zostali zabici. Abd al-Rahman wkroczył do Kordoby i udał się do Alkazaru, gdzie odkrył grupę jemeńskich żołnierzy, która rabowała zamek. Nowy emir przepędził ich i zakazał grabieży, co rozwścieczyło Jemeńczyków. Jemeński przywódca, Abu Sabbah Yahya al-Yashubi, próbował przekonać innych do obalenia nowego emira, jednak jego propozycja została odrzucona. Abu Sabbah próbował przejąć władzę po raz kolejny w 766 roku podczas rebelii, na której czele stał Said al-Matari al-Yashubi. W końcu Abd al-Rahman podstępem zwabił Abu Sabbaha do Kordoby i zabił go.
Yusuf naraził się na niezadowolenie Jemeńczyków, którzy uważali, ze potraktował on rodzinę Yusufa zbyt pobłażliwie. Yusuf szybko zreorganizował swoją armię, jednakże kolejny traktat pokojowy został podpisany już w 756 roku. Yusuf został upoważniony do zamieszkania w Kordobie, a jego dzieci miały zostać zakładnikami w pałacu. 

## Konsekwencje
Yúsuf ibn Abd ar-Rahman al-Fihri wycofał się do Granady, gdzie zrzekł się tytułu gubernatora i uznał księcia Umajjadów Abd al-Rahmana I al-Dājila za emira; szejkowie także uznali go za prawowitego władcę. Nowy emir zniósł odmawianie jutba (modlitwy) w imieniu kalifa, co oznaczało, że jego emirat był od tej pory niezależny od kalifatu Abbasydów. Yusuf ibn Abd ar-Rahman al-Fihri próbował odzyskać władzę po raz kolejny w 759 roku, a Abd al-Rahman musiał walczyć o utrzymanie swojej pozycji do końca rządów.